# Chrysonema thornei
Chrysonema thornei är en rundmaskart. Chrysonema thornei ingår i släktet Chrysonema och familjen Dorylaimidae. Inga underarter finns listade i Catalogue of Life.